# Kászonfeltíz
Kászonfeltíz (románul Plăieșii de Sus) falu Romániában Hargita megyében. Közigazgatásilag Kászonaltízhez tartozik.

## Fekvése
A Kászon forrásvidékén fekvő, központjával Kászonaltízzel összenőtt 
település.

## Története
A régi Nagykászon felső tízesét képezte, a legészakibb kászoni falu.
Szent Katalin kápolnája 14. századi volt, helyén a hagyomány szerint pogány áldozati hely volt. Ma csak falmaradványai látszanak.
Két borvíztelepe volt a fehérkői és a répáti. A fehérkői Szent István
forrás borvizét 1893 és 1944 között palackozták. Szejke nevű vize is gyógyhatású volt. 1910-ben 1247 magyar lakosa volt. A trianoni békeszerződésig Csík vármegye Kászonalcsíki járásához tartozott. 1992-ben 822 lakosából 599 magyar, 156 cigány és 67 román volt.

## Borvízforrások
- Büdösszéki szejke (Kászonfeltíz)
- Fehérkői borvízforrás (Kászonfeltíz)